# Сарчијево
Сарчијево (мкд. Сарчиево) је насеље у Северној Македонији, у средишњем делу државе. Сарчијево је село у саставу општине Штип.

## Географија
Сарчијево је смештено у средишњем делу Северне Македоније. Од најближег града, Штипа, насеље је удаљено 10 km северно.
Насеље Сарчијево се налази у историјској области Овче поље. Око насеља се пружа поље под ораницама и виноградима. Надморска висина насеља је приближно 340 метара.
Месна клима је блажи облик континенталне због близине Егејског мора (жарка лета).

## Становништво
Сарчијево је према последњем попису из 2002. године имало 21 становника.
Већинско становништво су етнички Македонци (100%).
Претежна вероисповест месног становништва је православље.